# Jackson Kelly
A Jackson Kelly egy Jackson elektromos gitár modell, melyet az ausztrál Heaven együttes szólógitárosa, Brad Kelly tiszteletére hoztak forgalomba. A gitár egyedi formáját tekintve egy fényes Gibson Explorerre emlékeztet. Létezik belőle basszusgitár változat is; ez az úgynevezett Kelly Bass, vagy KBX modell.

## Modellváltozatok

### KE1 és KE1F
A KE1 volt az első gitár, mely a Kelly-formát használta. Az 1990-es évek közepén jelent meg Marty Friedman Signature típusként; jelenleg már nincs forgalomban. Marty volt az első gitáros, akit a Kelly gitárok használatával azonosítottak, így szinte már védjegyévé vált a Kelly-modellek használata. A KE1-modellváltozat teste még nyárfából készült. A későbbi modelleknéll már égerfát alkalmaznak. A KE1 egy ikertekercses Seymour Duncan TB4 JB hangszedővel rendelkezett. A híd egy rögzített Kahler AMP3310-es volt.
A KE1F változat lényegében megegyezett a KE1-gyel, azzal a különbséggel, hogy a fix húrláb helyére egy Floyd Rose rendszerű lebegő tremoló került.

### KE2 és KE2T
A KE2-es modellváltozat egyike a Jackson USA Select Series gitárjainak, melyek a cég legjobb minőségű hangszereit jelentik. A KE2 égerfából készül jávorfa anyagú, testen átmenő nyakkal. A fogólap 24 érintős és ébenfából készül. A két ikertekercses (humbucker) hangszedő típusa: Seymour Duncan SH2N Jazz a nyak felől, valamint Seymour Duncan TB4 JB Model a híd oldalon. A KE2 eredeti Floyd Rose Double-Locking tremolóval készül.
A K2ET modellváltozat – melyet már kivontak a forgalomból – tune-o-matic húrlábat, valamint testen átmenű húrozást kapott a Floyd Rose tremoló helyett.

### KE3
A Pro Series KE3 modellváltozat égerfa testtel és jávorfa, csavarozott (bolt on) nyakkal kerül forgalomba. A hét ikertekercses hangszedő: Seymour Duncan SH2N Jazz a nyak-oldalon, valamint Seymour Duncan TB4 JB Model a hídnál. A KE3 Floyd Rose JT580LP tremolóval készül.

## Külső hivatkozások
- Jacksonguitars.com – Kelly modellek
- Kelly Cult
- Jackson Charvel Forum